# Первое правительство Шумана
Первое правительство Шума́на — кабинет министров, правивший Францией с 24 ноября 1947 года по 19 июля 1948 года, в период Четвёртой французской республики, в следующем составе:
- Робер Шуман — председатель Совета министров;
- Жорж Бидо — министр иностранных дел;
- Пьер-Анри Тежен — министр национальной обороны;
- Жюль Мок — министр внутренних дел;
- Рене Мейер — министр финансов и экономических дел;
- Робер Лакост — министр торговли и промышленности;
- Даниель Мейер — министр труда и социальное обеспечения;
- Андре Мари — министр юстиции;
- Марсель Эдмон Нежелен — министр национального образования;
- Франсуа Миттеран — министр по делам ветеранов и жертв войны;
- Пьер Пфлимлен — министр сельского хозяйства;
- Поль Кост-Флоре — министр заморских территорий;
- Кристиан Пино — министр общественных работ, транспорта и туризма;
- Жермен Пунсо-Шапуи — министр здравоохранения и народонаселения;
- Рене Коти — министр восстановления и градостроительства.

Изменения
- 12 февраля 1948 — Эдуар Депрё наследует Нежелену как министр национального образования.